# بخش پریو
بخش پریو (به فرانسوی: Arrondissement de Privas) یک بخش در فرانسه است که در آردش واقع شده‌است.